# Prison de Lincoln
HM Prison Lincoln
La prison de Lincoln en anglais : HM Prison Lincoln est une prison britannique de catégorie B pour hommes située dans la localité de Lincoln, dans le Lincolnshire, en Angleterre. La prison est gérée par le His Majesty's Prison Service. La prison est notamment utilisée pour répartir les condamnés au sein de sa zone de compétence.

## Histoire
L'établissement ouvre ses portes en tant que prison locale en 1872 pour incarcérer les prévenus et les condamnés et remplacer la prison du château de Lincoln. Les structures d'origine datant construites entre 1869 à 1872 sont conçues par Frederick Peck et sont désormais des bâtiments classés. Ce sont en outre des exemples remarquables de la conception gothique du haut style victorien. Les bâtiments de la prison ont été modifiés et agrandis à plusieurs reprises au cours du XXe siècle.
Entre 1900 et 1961, 18 exécutions judiciaires ont lieu dans la l'établissement. La dernière exécution fut celle de Wasyl Gnypiuk, un immigré polono-ukrainien âgé de 34 ans. Après avoir été reconnu coupable du meurtre de Louise Surgey (sa logeuse âgée de 62 ans) aux Assizes de Nottingham, Gnypiuk fut pendu par le bourreau Harry Allen (en) le 27 janvier 1961. Par la suite, comme le voulait la coutume de l'époque, son corps fut enterré dans une tombe anonyme située dans l'enceinte de la prison,.

## Description
Lincoln est une prison locale de catégorie B où sont incarcérés des hommes adultes placés en détention provisoire et des prisonniers condamnés par les tribunaux du Lincolnshire, du Nottinghamshire et de l'East Riding of Yorkshire. L'hébergement à la prison est réparti dans quatre ailes résidentielles (ailes A, B, C et E) et une unité d'isolement.
Le régime de l'établissement permet l'accès à des ateliers de production, des ateliers caritatifs, une blanchisserie, des cours d'éducation, de formation professionnelle et des cours sur les comportements délictueux. Les autres installations comprennent la salle de sport de la prison.
En mars 2003, le Prison Reform Trust (en) publie un rapport affirmant que la prison de Lincoln est instable et souffre d'une direction incohérente. Le groupe qualifie également l'établissement  de prison la plus surpeuplée du pays, détenant 13 détenus au-delà de sa capacité maximale de 738. Sa capacité opérationnelle est, en avril 2023, de 650 détenus.

## Anciens détenus notables
- Jeffrey Archer : Auteur et homme politique anglais, emprisonné pour parjure
- Don Brothwell (en) : Archéologue britannique emprisonné après avoir refusé d'être appelé au service national en tant qu'objecteur de conscience
- Fred Nodder (en) : Meurtrier d'enfants exécuté à Lincoln en 1937; En 1954, son crime infâme a amené la jurisprudence anglais qui n'exige plus la présence d'un corps (en)[4].
- John George Haigh : Tueur en série anglais dans les années 40
- John Poulson : Architecte et homme d'affaires britannique, emprisonné pour corruption
- Percy Toplis (en): le sujet de la série controversée The Monocled Mutineer (en) sur son rôle présumé dans la mutinerie d'Étaples a purgé deux ans de travaux forcés pour tentative de viol
- Éamon de Valera : Homme politique irlandais, plus tard Taoiseach et président de l'Irlande
- Charles Salvador : Prisonnier britannique

## Événements notables
En octobre 2002, des détenus incendient certaines parties de la prison et prennent le contrôle d'au moins une section de l'établissement lors d'une grande émeute (en). Les troubles débutent avec l'agression d'un gardien de prison par un détenus. Plusieurs détenus se jettent sur le surveillant et l'agressent, le trainent dans une cellule et lui prennent ses clés. Il faut huit heures aux agents pénitentiaires pour maîtriser l’émeute.